# 에덴고래
에덴고래 또는 작은브라이드고래(Balaenoptera edeni)는 수염고래과에 속하는 고래의 일종이다. 브라이드고래와 함께 "브라이드고래 복합군(Bryde's whale complex)"을 형성한다. "복합군"은 결정적인 정보와 연구가 부족하여 분류가 불분명하고, 하나의 속에 속하는 유사한 종의 무리를 의미한다, 대개 브라이드고래(Balaenoptera brydei, Olsen, 1913)가 더 크고 전세계의 따뜻한 온대 및 열대 수역에서 발견되는 것에 비해 에덴고래(B. edeni, Anderson, 1879)는 좀더 작고 인도-태평양에 제한적으로 분포한다.